# Katarina Janc
Katarina Janc (* 29. März 1986) ist eine kroatische Fußballspielerin.
Janc spielt aktuell beim kroatischen Verein ŽNK Dinamo-Maksimir. Sie debütierte im Freundschaftsspiel gegen Mazedonien am 7. Mai 2005 in Đakovo, das die Kroatinnen mit 4:0 Toren gewannen.